# Tony Anholt
Pour les articles homonymes, voir Anholt.
Tony Anholt est un acteur britannique, né le 19 janvier 1941 et mort le 26 juillet 2002, bien connu pour son rôle du chef de la sécurité de la base lunaire Alpha dans la série Cosmos 1999. Il joue le rôle de Tony Verdeschi dans la seconde saison en 1976-1977. Il a joué aussi le rôle de Paul Buchet dans la série Poigne de fer et séduction de 1972 à 1973, ainsi que le rôle de Charles Frere dans la très populaire série dramatique Howards' Way de la BBC de 1985 à 1990.

## Biographie
Tony Anholt est né à Singapour. Sa famille déménagea en Australie avant la fin de la Seconde Guerre mondiale, ensuite en Afrique du Sud pour une courte période, et ils se sont installés définitivement au Royaume-Uni. Il s'est marié et il a divorcé à deux occasions. Son premier mariage eut lieu en 1964 avec Sheila Willet. Ils eurent un fils, l'acteur Christien Anholt. Ils ont divorcé en 1986. Son second mariage eut lieu en 1990 avec l'actrice Tracey Childs qu'il a connue dans la série Howards' Way. Ils ont divorcé en 1998.
Avant d'être acteur, Anholt était un annonceur au service de la BBC World Service. Il a fait aussi une apparition dans la série « Only Fools and Horses » dans l'épisode To Hull and Back dans le rôle de Boycie, un partenaire d'affaire du personnage nommé Abdul.

## Filmographie
- 1972-1974 : Poigne de fer et séduction : Paul Buchet
- 1976-1977 : Cosmos 1999 (saison 2) : Tony Verdeschi
- 1984 : Les Derniers Jours de Pompéi (The Last Days of Pompeii) de Peter Hunt (série TV)

## Dernière apparition au petit écran
Sa dernière apparition en tant qu'acteur fut pour une production de la télévision canadienne. Il avait un petit rôle dans la série Lexx et il est apparu dans plusieurs épisodes. Il fit aussi une apparition dans la série Sydney Fox, l'aventurière de son fils Christien.

## Décès
Tony Anholt est décédé à Londres d'une tumeur au cerveau en juillet 2002 à l'âge de 61 ans.